# Ștefan Nosievici
Ștefan Nosievici (Stefán Noszjevics) (Szadagóra, 1833. december 1. – Szucsáva, 1869. november 12.) román zeneszerző, továbbá a Szucsávai Filharmóniai Társaság kórusának, és vonósnégyesének alapítója.
20 éves korában beiratkozott a czernowitz-i (ma: Csernyivci, Ukrajna) egyetemre, ahol 3 évig, 1856-ig teológiát tanult. Az iskola elvégzése után 4 éven keresztül Bécsben folytatta tovább tanulmányait, fizika és matematika szakon. 1860 és 1863 között újra Czernowitzben lakott, ahol tanárként tevékenykedett, a teológiai egyetemen zenét, a gimnáziumban pedig matematikát tanított.
Korán, 35 évesen hunyt el, ismeretlen okból.

## Zenei művei
Nosievici minden zenei művét férfikórusra írta.
- Tătarul („A tatárok”), szövegét Vasile Alecsandri írta.
- Colecțiune de coruri („Kórusgyűjtemény”), kiadó: Editura Societatea Armonia, 1885.
- Cântecul Margaretei („Margit-dal”), szövegét szintén Vasile Alecsandri írta.
- Serenada („Szerenád”)
- Sub o culme de cetate („A város csúcsa alatt”)
- Marșul ostașilor români în Basarabia („A besszarábiai román katonák menetdala”)
- Drum bun („Búcsú”) szövegét ennek is Vasile Alecsandri írta, emellett Ion Bănescu vallási kórusa adott belőle repertoárt 1886-ban, Bukarestben. Ez Nosievici legismertebb szerzeménye, ettől vált ismertté. YouTube-link